# Chavanac
|  | Per a altres significats, vegeu «Chavanac (Cruesa)». |

Chavanac és un municipi francès del departament de Corresa, a la regió de Nova Aquitània.

## Demografia
| 1962                                       | 1968 | 1975 | 1982 | 1990 | 1999 | 2007 |
| ------------------------------------------ | ---- | ---- | ---- | ---- | ---- | ---- |
| 67                                         | 67   | 46   | 48   | 34   | 49   | 61   |
| Des de 1962: població sense dobles comptes |      |      |      |      |      |      |

## Administració
| Període | Identitat       | Partit |
| ------- | --------------- | ------ |
| 2001-   | Catherine Houth |        |